# Parlamentswahl in Portugal 1999
- BE: 2
- CDU: 17
- PS: 115
- PSD: 81
- PP: 15

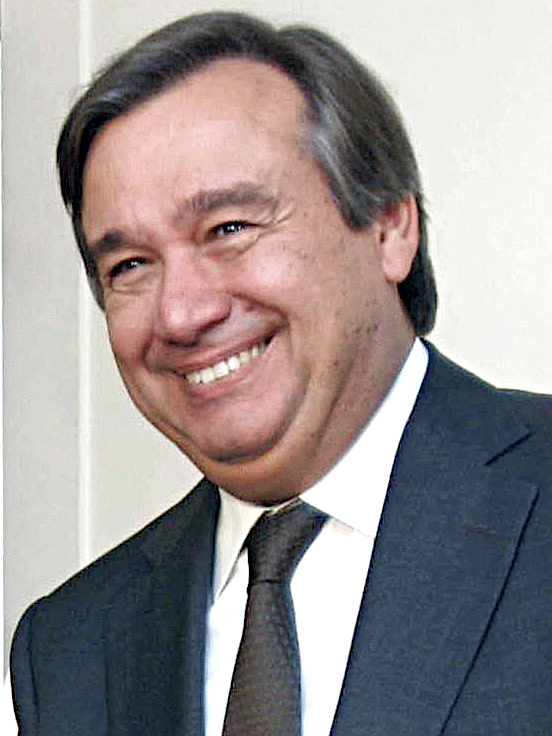
Premierminister António Guterres

Die Parlamentswahlen in Portugal 1999 fanden am 10. Oktober statt.
Die Parlamentswahlen wurden nach dem regulären Ablauf des Mandats der Generalversammlung abgehalten. Obwohl Vorhersagen vor den Wahlen darauf hinwiesen, dass die Partido Socialista (PS) eine klare absolute Mehrheit erhalten würde, erreichte die PS ihr Ziel, eine Mehrheit zu erreichen, nicht und gewann genau die Hälfte der Abgeordneten im Parlament. Obwohl der Prozentsatz der Stimmen und Abgeordneten zunahm, wurde das Ergebnis als Misserfolg angesehen und führte in den folgenden Jahren zu großer Instabilität in der Regierung.
Die Partido Social Democrata (PSD), die vier turbulente Jahre in der Opposition verbracht hatte, verlor die Wahlen erneut und ihr Stimmenanteil ging im Vergleich zu den vorherigen Wahlen leicht zurück. Der Coligação Democrática Unitária (CDU) gelang es, den seit vielen Jahren anhaltenden Niedergang zu beenden. Sie kehrte zurück und gewann mit mehr Abgeordneten und Stimmen als 1995 den dritten Platz. Die Partido Popular (CDS-PP) fiel auf den vierten Platz, behielt aber die bei den vorherigen Wahlen gewählten Abgeordneten nach ebenfalls vier Jahren innerer Unruhe. Die große Überraschung war die Entstehung des Bloco de Esquerda, einer Partei, die aus dem Zusammenschluss verschiedener Parteien und Strömungen der Linken hervorging und die zwei Abgeordnete stellen konnte.
Als Ergebnis der Wahl wurde António Guterres erneut Ministerpräsident unter dem Präsidenten der Republik Jorge Sampaio. In der Folge nahm am 25. Oktober 1999 das Kabinett Guterres II unter Premierminister António Guterres die Arbeit auf.
Bei der Wahl wurden 5.415.102 Stimmen abgegeben, was einer Wahlbeteiligung von 61,09 % entsprach.

## Wahlsystem
Die Sitze in jedem Wahlkreis werden nach D`Hondtschen Höchstzahlverfahren, der größten proportionalen Repräsentation (PR), das von dem belgischen Juraprofessor Victor D’Hondt im Jahr 1899 konzipiert wurde, aufgeteilt. Obwohl es keinen gesetzlichen Grenzwert für die Teilnahme bei der Zuweisung der Sitze der Nationalversammlung gibt, führt die Anwendung des D’Hondt-Verfahren eine De-facto-Schwelle auf Wahlkreis-Ebene ein.

## Wahlergebnisse
| Partei                                | Partei                                                                                                  | Stimmen   | Stimmen | Stimmen | Sitze   | Sitze |
| Partei                                | Partei                                                                                                  | Anzahl    | %       | +/−     | Anzahl  | +/−   |
| ------------------------------------- | --- | --------- | ------- | ------- | ------- | ----- |
|                                       | Partido Socialista                                                                                      | 2.385.922 | 44,1    | +0,3    | 115     | +3    |
|                                       | Partido Social Democrata                                                                                | 1.750.158 | 32,3    | −1,8    | 81      | −7    |

Sitzverteilung und stärkste Partei in den Wahlkreisen

|                                       | Coligação Democrática Unitária - Partido Comunista Português (PCP) - Partido Ecologista Os Verdes (PEV) | 487.058   | 9,0     | +0,4    | 17 15 2 | +2 ±0 |
|                                       | Partido Popular                                                                                         | 451.643   | 8,3     | −0,7    | 15      | −     |
|                                       | Bloco de Esquerda                                                                                       | 132.333   | 2,4     | +1,2    | 2       | +2    |
|                                       | Partido Comunista dos Trabalhadores Portugueses                                                         | 40.006    | 0,7     | +0,0    | −       | −     |
|                                       | Partido da Terra                                                                                        | 19.938    | 0,4     | +0,3    | −       | −     |
|                                       | Partido Popular Monárquico                                                                              | 16.522    | 0,3     | −       | −       | −     |
|                                       | Partido da Solidariedade Nacional                                                                       | 11.488    | 0,2     | 0,0     | −       | −     |
|                                       | Partido Humanista                                                                                       | 7.346     | 0,1     | −       | −       | −     |
|                                       | Partido Operário de Unidade Socialista                                                                  | 4.104     | 0,1     | +0,1    | −       | −     |
|                                       | Partido Democrático do Atlântico                                                                        | 438       | 0,0     | −0,0    | −       | −     |
|                                       | Leeren Stimmzettel                                                                                      | 56.964    | 1,1     | +0,3    |         |       |
|                                       | Ungültige Stimmzettel                                                                                   | 51.230    | 1,0     | −0,1    |         |       |
|                                       | Gesamt                                                                                                  | 5.415.102 | 100,0   |         | 230     |       |
| Wahlberechtigte                       | Wahlberechtigte                                                                                         | 8.864.604 |         |         |         |       |
| Wahlbeteiligung                       | Wahlbeteiligung                                                                                         | 61,1 %    |         |         |         |       |
| Quelle: Comissão Nacional de Eleições | |           |         |         |         |       |